# North Collins (villa)
North Collins es una villa ubicada en el condado de Erie en el estado estadounidense de Nueva York. En el año 2000 tenía una población de 1,079 habitantes y una densidad poblacional de 520.4 personas por km².

## Geografía
North Collins se encuentra ubicada en las coordenadas 42°35′41″N 78°56′15″O / 42.59472, -78.93750.

## Demografía
Según la Oficina del Censo en 2000 los ingresos medios por hogar en la localidad eran de $38,750, y los ingresos medios por familia eran $47,679. Los hombres tenían unos ingresos medios de $36,136 frente a los $23,125 para las mujeres. La renta per cápita para la localidad era de $16,528. Alrededor del 9.3% de la población estaban por debajo del umbral de pobreza.